# Max Mannheimer
Max Mannheimer (ur. 6 lutego 1920 w Nowym Jiczynie, zm. 23 września 2016 w Monachium) – malarz i pisarz ocalały z Holokaustu, świadek zagłady Żydów w niemieckich obozach koncentracyjnych.

## Życiorys
Mannheimer urodził się w Nowym Jiczynie, w Czechosłowacji.

### Czasy nazistowskie
W październiku 1938, zgodnie z układem monachijskim z 29 września tego samego roku, nazistowskie Niemcy zajęły Kraj Sudetów. Kilka tygodni później, 10 listopada, w noc kryształową, ojciec Mannheimera został pojmany i następnie zabrany do aresztu ochronnego. Mannheimer również został aresztowany, mając wtedy 18 lat, jednak jego matka okłamała policjantów na temat wieku syna. Jego ojciec został uwolniony, po zapewnieniu, że opuści Niemcy w ciągu ośmiu dni. 27 stycznia 1939 rodzina przeniosła się do Ungarisch Brod.
W ciągu kilku miesięcy wojska nazistowskie dotarły do ich nowego miejsca zamieszkania, a plac w okolicy ich domu został nazwany nazwiskiem Adolfa Hitlera. Wolność rodziny została znacznie ograniczona przez regulacje prawne przeciwko Żydom, ale mimo to Mannheimer ożenił się i zaczął żyć na własną rękę.
W 1942 brat Maxa, Erich, został deportowany do obozu koncentracyjnego Auschwitz. 2 lutego 1943 Max Mannheimer, jego matka, ojciec, bracia Ernst (Arnošt) i Edgar, 15-letnia siostra Katharina (nazywana Käthe) i 22-letnia żona Eva (z domu Bock) zostali aresztowani i deportowani do Auschwitz; miało to miejsce po krótkim postoju w obozie koncentracyjnym Theresienstadt (Protektorat Czech i Moraw). W momencie przybycia Mannheimera do Auschwitz większość członków jego rodziny już nie żyła. Rodzice, siostra oraz żona zabrani zostali podczas pierwszej selekcji. Niedługo potem zabrano braci, Ericha i Ernsta. Mannheimer przetrwał trzy selekcje, a także operację przeprowadzoną w szpitalu na terenie obozu Auschwitz, którą wykonał lekarz (także więzień).
W październiku 1943 Mannheimer oraz jego młodszy brat, Edgar, zostali przetransportowani do getta warszawskiego, by usuwali gruz. W lipcu 1944 wysłano go w marszu śmierci do obozu Dachau, gdzie dotarł 6 sierpnia 1944. Po trzech tygodniach kwarantanny trafił do podobozu Allach, gdzie pracował w fabryce BMW. Na początku 1945 Mannheimer i jego brat wysłani zostali do podobozu Mühldorf, którego więźniów Niemcy ewakuowali pociągiem 28 kwietnia 1945. Dwa dni później, w bawarskiej miejscowości Seeshaupt, pociąg ten został wyzwolony przez amerykańskie oddziały wojskowe. Ostatecznie z całej rodziny przeżyli tylko Mannheimer i jego brat Edgar.

### Po oswobodzeniu

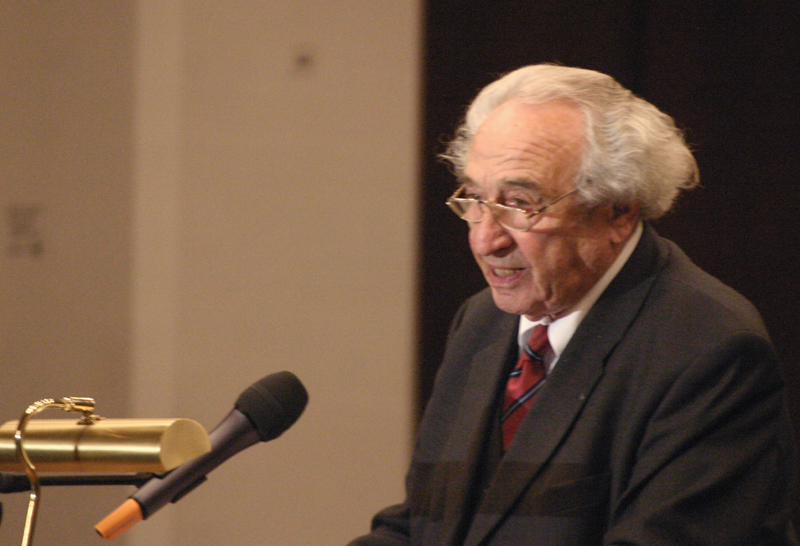
Mannheimer (2005)

Po uwolnieniu Mannheimera z lazaretu, kiedy ważył zaledwie 34 kilogramy, przysiągł sobie, że już nigdy więcej nie postawi stopy na niemieckiej ziemi. Jednak niedługo później zakochał się w młodej Niemce, Elfriede Eiselt, która działała w niemieckim antynazistowskim ruchu oporu. W 1946, wracając do Niemiec, wziął z nią ślub.
W latach 1947–1962 Mannheimer pracował w żydowskich organizacjach dobroczynnych oraz w redakcji gazety. Zaczął malować w latach 50. jako ben jakov (z hebrajskiego „syn Jakuba”, co miało upamiętnić jego ojca, zamordowanego w obozie). Pierwsze jego próby stworzenia obrazów przedstawiających przeszłość miały miejsce w 1954. Pierwszą swoją wystawę Mannheimer zaprezentował w 1975, a później, w Niemczech i w innych państwach, wielokrotnie brał udział w indywidualnych pokazach. Obrazy sygnowane nazwiskiem ben jakov były niezatytułowane.
Max Mannheimer stał się rozpoznawalny dzięki swoim prelekcjom na temat swoich doświadczeń w obozach koncentracyjnych. Przez blisko 40 lat miał on głęboki uraz psychiczny spowodowany dramatycznymi przeżyciami. Nie mówił o tym, czego doświadczył, mimo że cierpiał na ataki paniki, depresję i miewał koszmary.
W 1986, podczas podróży do Stanów Zjednoczonych, natknął się na swastykę, której widok spowodował u niego załamanie nerwowe. Po tym wydarzeniu zaczął opowiadać o rzeczach, których doświadczył z rąk nazistów – rozmawiał w szkołach i uniwersytetach z ludźmi w różnym wieku. Prowadził także wycieczki w obozie Dachau.

Na początku musiałem brać tabletki, by opanować nerwy, ponieważ wszystkie moje upokorzenia, których doświadczyłem, ból, wysunęły się ponownie na pierwszy plan. Nie mogłem wejść do krematorium.

Mannheimer mówił, że rozmowy były dla niego formą terapii, które miały pomóc mu zapomnieć o przeszłości, ale jednocześnie czuł się zobowiązany wobec tych, którzy nie przeżyli, by nie pozwolić zapomnieć o tym co wydarzyło się podczas II wojny światowej. Jeszcze w 2013, mimo zaawansowanego wieku, prowadził kilka wycieczek tygodniowo.
Max Mannheimer był członkiem honorowym niemieckiej organizacji Gegen Vergessen – Für Demokratie (przeciwko zapomnieniu – dla demokracji). Był także prezesem towarzystwa Lagergemeinschaft Dachau oraz wiceprezesem organizacji Comité International de Dachau.

### Ostatnie lata
W sierpniu 2013 roku brał udział w uroczystościach na terenie obozu w Dachau z udziałem Angeli Merkel. Była to pierwsza wizyta kanclerza Niemiec w tym miejscu. W 2015 roku był obecny na uroczystościach z okazji 70. rocznicy wyzwolenia obozu. Jednym z uczestników obchodów była niemiecka kanclerz

## Wyróżnienia i nagrody

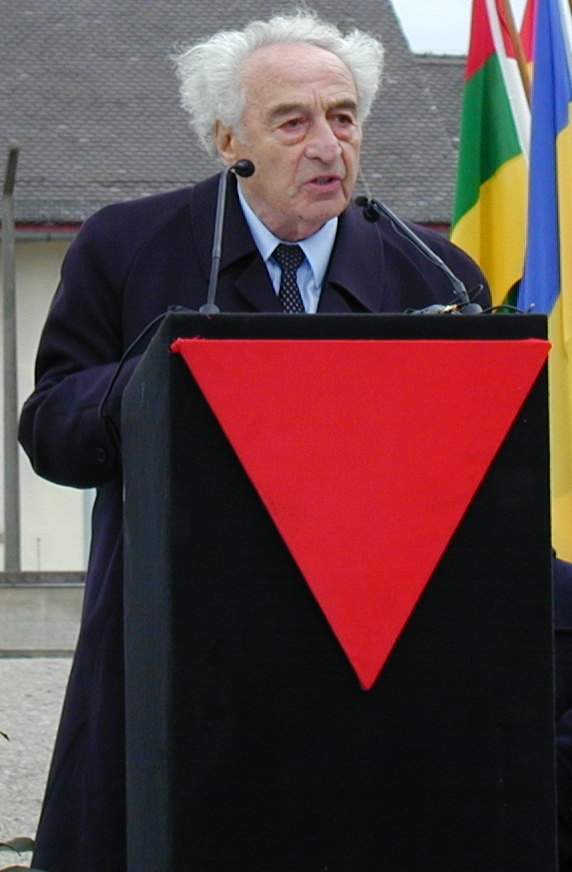
Mannheimer podczas przemowy na terenie obozu w Dachau (2002)

Za swoją pracę Mannheimer otrzymał wiele wyróżnień i nagród:
- Komandor Legii Honorowej[25]
- Wilhelm-Hoegner-Preis[26]
- Waldemar-von-Knoeringen-Preis[b]
- honorowe obywatelstwo miasta Nowy Jiczyn (2009)[28]
- Oberbayerischer Kulturpreis (2005)[29]
- Order Zasługi Republiki Federalnej Niemiec[30]
- Bawarski Order Zasługi[31]
- Bayerischen Verfassungsmedaille in Gold (Bawarski Medal Konstytucyjny w Złocie)[31]
- honorowy doktorat Uniwersytetu Ludwika i Maksymiliana w Monachium (2000)[32]

## Rodzina
Matka Mannheimera, Margarethe (Markéta), z domu Gelb, urodziła się 4 kwietnia 1893, natomiast jego ojciec, Jakob Leib, 24 maja 1888 w Myślenicach. Pierwszą żoną Mannheimera, która zginęła w Auschwitz, była Eva Bock. Drugą była Elfriede Eiselt, która w 1964 zmarła na raka. Trzecią żoną Mannheimera była Amerykanka, Grace Franzen (zmarła przed nim), z którą mieszkał nieopodal Monachium. Z drugiego małżeństwa miał córkę, a syna z trzeciego.